# Thomas Luckmann
Thomas Luckmann (geboren als Tomaž Luckmann) (Jesenice, 14 oktober 1927 - Ossiach, 10 mei 2016) was een Amerikaans-Oostenrijks socioloog van Duits-Sloveense origine. Hij heeft vooral bijdragen geleverd op vlak van de sociologie van communicatie, kennissociologie, godsdienstsociologie en wetenschapssociologie.
Luckmann was vooral geïnspireerd door de fenomenologische sociologie van Alfred Schütz. Samen met Peter L. Berger, en geïnspireerd door Schütz, werkte hij een vorm van sociaal constructionisme uit, voornamelijk in hun boek The Social Construction of Reality (1966). Dit boek lanceerde ook de term 'sociale constructie', die zeer invloedrijk werd in de sociale wetenschappen en in de filosofie. Hierin beweren ze dat de sociale orde niet zozeer wordt vormgegeven door grote overkoepelende theorieën of door de externe werkelijkheid, maar door een sociale constructie door (groepen van) individuen. 
In 1982 gaf hij ook Structures of the Life-World uit, dat voortbouwde op de notities en onafgewerkte manuscripten van Schütz.

## Beknopte bibliografie
- The Social Construction of Reality (1966, met Peter L. Berger)
- The Invisible Religion (1967)
- The Sociology of Language (1975)
- Structures of the Life-World (1982, met Alfred Schütz)
- Life-World and Social Realities (1983)